# Punta de n'Amer
Punta de n'Amer este o arie protejată (sit de importanță comunitară — SCI) din Spania întinsă pe o suprafață de 526,52 ha, integral pe uscat.

## Localizare
Centrul sitului Punta de n'Amer este situat la coordonatele 39°34′52″N 3°24′08″E / 39.5812°N 3.4021°E.

## Înființare
Situl Punta de n'Amer a fost declarat sit de importanță comunitară în aprilie 2004 pentru a proteja 16 specii de animale.

## Biodiversitate
Situată în ecoregiunile marină mediteraneană și mediteraneană, aria protejată conține 9 habitate naturale: Dune de coastă cu Juniperus spp., Faleze cu vegetație de Limonium spp. endemic de pe coastele mediteraneene, Tufărișuri termo-mediteraneene și de pre-deșert, Straturi cu Posidonia (Posidonion oceanicae), Pășuni mediteraneene udate de apa mării (Juncetalia maritimi), Dune cu tufărișuri sclerofile Cisto-Lavenduletalia, Pseudostepă cu ierburi și specii anuale de Thero-Brachypodietea, Dune mobile cu vegetație embrionară, Phrygana endemică cu Euphorbio-Verbascion.
La baza desemnării sitului se află mai multe specii protejate:
- păsări (13): stârc roșu (Ardea purpurea), pasărea ogorului (Burhinus oedicnemus), Calonectris diomedea, caprimulg (Caprimulgus europaeus), chirighiță neagră (Chlidonias niger), erete de stuf (Circus aeruginosus), egretă mică (Egretta garzetta), Galerida theklae, Hydrobates pelagicus, Phalacrocorax aristotelis desmarestii, Puffinus puffinus mauretanicus, chiră de mare (Sterna sandvicensis), Sylvia sarda
- mamifere (2): liliac cu aripi lungi (Miniopterus schreibersii), liliacul mare cu potcoavă (Rhinolophus ferrumequinum)
- reptile (1): țestoasă bănățeană (Testudo hermanni)

Pe lângă speciile protejate, pe teritoriul sitului au mai fost identificate 7 specii de plante.